# Earth Song
„Earth Song“ je pesma Majkla Džeksona sa njegovog devetog studijskog albuma, „HIStory: Past, Present and Future, Book I“. Peta je po redu na drugom disku albuma. Objavljena je kao singl 27. novembra 1995. godine od strane Epik rekordsa. Džekson je napisao i komponovao pesmu u Austriji a producirao ju je zajedno sa Dejvidom Fosterom i Bilom Botrelom. Snimao ju je u više navrata od 1990. do 1995. godine da bi je konačno uvrstio na pomenutom studijskom izdanju. Ova balada objedinjuje elemente bluza, gospela i opere. U ovoj socijalnoj i inspirativnoj pesmi, Džekson se obraća Bogu govoreći o problemima počev od ratova do ubijanja životinja.
„Earth Song“ je jedna od mnogih pevačevih inspirativnih pesama ali je prva koja se bavi tematikom zaštite životinja i životne sredine. Kao autor pesme, Džekson je nagrađen od strane određenih organizacija za zaštitu životne sredine i prava životinja. Ocene muzičkih kritičara su generalno bile pozitivne ali su neke tvrdile da pesma zvuči izveštačeno. Komercijalno, singl je bio veoma uspešan, naročito u Evropi. Zauzimao je prvo mesto top-listi u Ujedinjenom Kraljevstvu, Švajcarskoj i u Španiji. U Ujedinjenom Kraljevstvu, gde je postao najprodavaniji pevačev singl svih vremena i božićni broj jedan singl, odlikovan je platinastim tiražom za prodaju od oko milion kopija. U ostalim evropskim zemljama, sem u Italiji, bio je među prvih deset. Iako nije fizički izdata kao singl u Sjedinjenim Državama, „Earth Song“ se plasirala na tamošnjim top-listama. Na listama se pojavila još u dva navrata: nakon izlaska u sklopu albuma „Visionary: The Video Singles“ i nakon Džeksonove smrti.
Da bi se što bolje promovisao singl, objavljen je velelepan muzički spot snimljen na različitim lokacijama. Režiran od strane Nikolasa Brandta, spot upotrebom specijalnih efekata prikazuje destrukciju i ponovno rađanje Zemlje. Završava se molbom kojom se svi pozivaju da doniraju Džeksonovoj humanitarnoj organizaciji „Heal the World“. Kako bi dodatno promovisao pesmu, Džekson je izvodio „Earth Song“ tokom svetske turneje „HIStory World Tour“.

## Pozadina i produkcija
Tokom skoro cele svoje solo karijere, Džekson je pisao inspirativne pesme. Kao odrasla osoba je koristio svoju slavu i uticaj kako bio promovisao određene humanitarne akcije. Godine 1985, zajedno sa Lajonelom Ričijem je napisao humanitarni singl „We Are the World“ koji je izdat širom sveta sa ciljem da pomogne siromašnima u Africi i Sjedinjenim Američkim Državama. Singl je postao jedan od najprodavanijih svih vremena sa oko 20 miliona prodatih kopija i milionima zarađenih dolara je doprineo akciji. Bio je to prvi put kada je Džekson primećen kao humanitarac. Godine 1988, celokupan novac od prodaje pevačevog singla „Man in the Mirror“ je otišao u humanitarne svrhe. Četiri godine kasnije, Džekson je osnovao humanitarnu fondaciju „Heal the World“ čiji naziv potiče od istoimenog singla. Nakon bolesti i smrti svog prijatelja Rajana Vajta, Džekson je doprineo tome da javnost obrati pažnju na sidu koja joj nije još uvek bila u potpunosti poznata. Javno je sve zamolio na jednoj svečanosti koju je priredio Bil Klinton da doniraju novac organizacijama koje se bave prevencijom i lečenjem ove bolesti. Svoju pesmu „Gone Too Soon“ je posvetio Vajtu i svim žrtvama side.
Džekson je napisao i komponovao „Earth Song“ u jednom hotelu u Austriji a producirao ju je zajedno sa Dejvidom Fosterom i Bilom Botrelom. Andre Krauč i Džekson su radili zajedno na horu i završnom delu pesme. Pevačeva namera je bila da stvori pesmu koja bi tekstualno bila duboka a istovremeno i melodično jednostavna tako da bi ceo svet, a naročito obožavaoci koji ne govore engleski, mogli pevati. Konceptualizovao je pesmu i stvorio emotivnu poruku. „Earth Song“ je balada koja objedinjuje elemente bluza, gospela i opere. U ovoj socijalnoj i inspirativnoj pesmi, Džekson se obraća Bogu govoreći o problemima počev od ratova pa do ubijanja životinja.

## Prijem
Ocene magazina „Roling stoun“ (engl. Rolling Stone), „Dejli koledžijan“ (engl. The Daily Collegian) i „Ledžer ingvajrer“ (engl. Ledger-Enquirer) vezane za ovu pesmu su bile generalno pozitivne. „San Hoze merkjuri njuz“ (engl. San Hose Mercury News) je ocenio da je pesma prosečna smatrajući da je Džekson već eksperimentisao sa ovim konceptima ranije. „Filadelfija inkvajrer“ (engl. The Philadelphia Inquirer) je pesmu opisao okrepljujućom ritmičnom baladom koja pobuđuje religiozna obličja. Ocena magazina „Sakramento bi“ (engl. The Sacramento Bee) je bila jako naklonjena pesmi opisujući Džeksonov vokalni nastup u njoj odličnim. Majkl Mele iz magazina „Roki Mauntin njuz“ (engl. Rocky Mountain News) je hvalospevno opisao završetak pesme nazvavši ga moćnim gospel opusom. „Kontra kosta tajms“ (engl. Contra Costa Times) ocenjuje pesmu po malo mlakom ali isto tako predviđa da će biti epska rekavši da joj je sudbina da bude veliki hit. 
Godine 1995, Džekson je primio „Genezis“ nagradu i „Doris Dej“ muzičku nagradu koje se daju svake godine za osećajnost prema životinjama. Trinaest godina kasnije, časopis „Nigerija iksdžejndž“ (engl. Nigeria Exchange) je istakao:„ „Earth Song“ je obratio svetu pažnju na degradaciju i poniženje Zemlje koju uništavaju određene ljudske aktivnosti.“
„Earth Song“ je trenutno Džeksonov najprodavaniji singl u Ujedinjenom Kraljevstvu gde je prodat u više od milion kopija. Debitovao je na prvom mestu i tu se nalazio šest nedelja, od kraja decembra 1995. pa do početka naredne godine. S obzirom da je bio na listi u vreme praznika, bio je u konkurenciji da postane božićna pesma broj jedan. Dok je bio broj jedan na britanskom ostrvu, nije „dozvolio“ da prvi izdat singl Bitlsa nakon dvadeset i pet godina, „Free as a Bird“, ga smeni. Početkom decembra, kladionice su tačno predvidele da će Džekson držati Bitlse dalje od vrha i da će biti božićni broj jedan singl. Pesma je isto tako bila na čelnoj poziciji u Španiji i Švajcarskoj, a u većini evropskih država je bila među pet najprodavanijih. U Sjedinjenim Državama je izdata samo radio stanicama te se pojavila na listi dens i klub pesama. Godine 2006, singl je ponovo izdat u sklopu albuma „Visionary: The Video Singles“ i nalazio se na 55. mestu liste evropskih singlova.

## Spot
Režiran od strane Nikolasa Branta, spot pesme „Earth Song“ je bio skupocen i pozitivno ocenjen. Primio je nagradu „Le film fantastik“ (fr. Le Film Fantastique) za najbolji spot 1996. godine i nominovan je „Gremi“ nagradom za najbolji spot kratke forme 1997. godine. Fabula spota se zasniva na propadanju Zemlje i njenom ponovnom rađanju. U prvom delu spota se mogu videti mnogi kadrovi zločina počinjenih nad životinjama, uništavanja šuma, zagađivanja sredine i ratova. Naposletku, Džekson sa svim ljudima sveta se ujedinjuje prizivajući silu koja bi izlečila planetu. Koristeći specijalne efekte, vreme se u drugom delu kreće unazad. Tada se i život vraća, rat se završava a šume se obnavljaju. Spot se završava molbom kojom se svi pozivaju da doniraju Džeksonovoj humanitarnoj fondaciji „Heal the World“. Spot se retko prikazivao u Sjedinjenim Državama.
Spot je snimljen na četiri različita kontinenta. Prva lokacija je bila Amazonija. Većina snimljenih predela bila je uništena nedelju dana nakon završetka spota. Starosedeoci regije su se pojavili na spotu i nisu bili glumci. Druga je bilo ratno područje u Hrvatskoj. U tom delu se pojavljuju lokalni stanovnici i srpski glumac Slobodan Dimitrijević. Treća lokacija je bila Tanzanija koja prikazuje scene ilegalnog lova. Nijedna životinja nije bila povređena u toku snimanja ovog spota jer su kadrovi preuzeti iz dokumentiranih arhiva. Međutim, jedan lovac je ubio slona nedaleko od ekipe koja je snimala. Finalna lokacija je jedno polje kukuruza u Vorviku, Njujork gde se nalazi Džekson. Simulacijom je stvorena zapaljena šuma. Spot se nalazi na nekoliko pevačevih video kompilacija: „HIStory on Film: Volume II“, „Number Ones“ i „Michael Jackson's Vision“.

## Dodela „Brit“ nagrada
Godine 1996, Džekson je nastupao na dodeli „Brit“ nagrada nakon što je primio specijalno priznanje za „Umetnika generacije“. Džekson je pevao „Earth Song“ dok je stojao na specijalizovanoj dizalici koja ga je nosila nad publikom. Istovremeno, na bini je bio hor. Neki od članova su i grlili Džeksona po silasku. Reagujući na Džeksonov nastup, pijani izvođač Džervis Koker je uskočio na binu bez dozvole da bi zatim počeo da vređa Džeksona upotrebom prstiju. Džervis je zatim nužno uklonjen sa bine od strane obezbeđenja. Tokom tog incidenta, povredio je troje dece. Džervis je kasnije objasnio da smatra da je nastup bio uvredljiv jer je Džekson figurativno sebe predstavljao kao Isusa i što mu je, po njegovim rečima, to dozvoljeno zbog njegove veličine i uticaja. Koker je kasnije pušten bez ikakvih optužbi. Džekson je Kokerovo ponašanje nazvao odvratnim i kukavičkim.

## Izvedbe drugih izvođača
Pesmu je preradio ruski pevač Sergej Lazarev za svoj album iz 2005, „Don’t Be Fake“. Hejli Rejnhart ju je izvela kao učesnik desete sezone američkog Idola. Izvođači Nijo i Čaris su izveli pesmu tokom turneje Dejvida Fostera, jednog od pesminih producenata. Pesma, zajedno sa kratkim 3-D filmom koji je bio planiran za Džeksonovu poslednju seriju koncerata, izvedena je od strane Dženifer Hadson, Keri Andervud, Smoukija Robinsona, Selin Dion i Ašera kao znak posvete Džeksonu. U toku izvedbe, u pozadini je prikazan kratki film. Kasnije, Paris i Prins Džekson, Džeksonova najstarija deca, pojavili su se da bi primili „Gremi“ za životno delo namenjen njihovom ocu i zatim održali govor.

## Sadržaj
| „“ singl - Kompakt-disk: 1. -{„Earth Song (Radio Edit)“ - 5:02 2. „Earth Song (Hani's Club Experince)}-“ - 7:55 - DVD: 1. Spot - 7:29 Austrijski singl 1. Verzija sa albuma 2. -{„Hani's Radio Experince“ 3. „Hani's Around The World Experince“ 4. „You Are Not Alone (Knuckluv Dub Version)“ 5. „MJ Megaremix“}- Gramofonska ploča - -{A.„Hani's Around The World Experince“ - B.„Wanna Be Startin Something (Brothers in Rhytym Mix)“ - B.„Wanna Be Startin Something (Tommy D's Main Mix)}-“ | Britanski kompakt-disk #1 1. Radio verzija 2. -{Hani's Club Experince 3. MJ DMC Megamix}- Britanski kompakt-disk #2 1. Radijska verzija 2. -{„Hani's Radio Experience“ 3. „Wanna Be Startin Something (Brothers in Rhytym Mix)“ 4. „Wanna Be Startin Something (Tommy D's Main Mix)}-“ |

## Osoblje
- Tekstopisac, kompozitor, vodeć i prateći vokal: Majkl Džekson
- Producenti: Majkl Džekson, Bil Botrel, Dejvid Foster
- Dodatni vokali: Andre Krauč hor
- Klavijature: Dejvid Pejč
- Bas gitara: Gaj Prat
- Programer sintesajzera: Stivi Porkaro

## Plasmani
| Zemlja                    | Najviša pozicija |
| ------------------------- | ---------------- |
| Australija                | 15               |
| Austrija                  | 2                |
| Belgija: Flandrija        | 4                |
| Belgija: Valonija         | 2                |
| Holandija                 | 3                |
| EU                        | 55               |
| Finska                    | 8                |
| Francuska                 | 2                |
| Italija                   | 15               |
| Novi Zeland               | 4                |
| Norveška                  | 4                |
| Španija                   | 1                |
| Švedska                   | 4                |
| Švajcarska                | 1                |
| Ujedinjeno Kraljevstvo    | 1                |
| SAD: dens i klub singlovi | 32               |

| Zemlja (2009)          | Najviša pozicija |
| ---------------------- | ---------------- |
| Danska                 | 32               |
| Francuska              | 20               |
| Švedska                | 44               |
| Švajcarska             | 4                |
| Ujedinjeno Kraljevstvo | 33               |

| Country    | Sertifikacija       | Prodaja    |
| ---------- | ------------------- | ---------- |
| Nemačka    | 2x platinasti tiraž | 1,000,000+ |
| Švajcarska | Platinasti tiraž    | 50,000+    |

## Literatura
- Pinkerton, Lee (1997). The Many Faces of Michael Jackson. Music Sales Distribution. стр. 55. ISBN 978-0-7119-6783-0.
- British Hit Singles and Albums. Guinness World Records. 2006. стр. 49. ISBN 978-1-904994-10-7.
- Grant, Adrian (1998). Michael Jackson : Making History. Omnibus Press. ISBN 978-0-7119-6723-6.

.
Bibliografija
- George, Nelson (2004). Michael Jackson: The Ultimate Collection. Sony BMG.
- Taraborrelli, J. Randy (2004). The Magic and the Madness. Terra Alta, WV: Headline. ISBN 978-0-330-42005-1.

.
| Мајкл Џексон | Википројекат Мајкл ЏексонДео искључиво посвећен чланцима о Мајклу Џексону. |